# Национальная библиотека Гамбии
Национальная библиотека Гамбии — национальная библиотека, находится в городе Банджул, Гамбия.

## История
Библиотека была основана Британским советом в 1946 году. В 1962 году библиотеку передали в управление городскому совету города Банджул. В 1971 году она была преобразована в Национальную библиотеку Гамбии. Библиотека была единственной в своём роде в стране, не считая школ, правительственных учреждений, миссионерских домов и клубов. Когда передача состоялась, библиотека располагала коллекцией из 25 000 книг и 500 монографий. Салли Нджи была назначена главным библиотекарем в 1963 году. Британское правительство пожертвовало Гамбии 575 000 фунтов стерлингов на содержание библиотеки в 1974 году. Был построен новый комплекс, и библиотека была перенесена в новое здание в 1976 году по закону О библиотечном Совете. Библиотека обслуживается и управляется Национальным библиотечным управлением Гамбии (GNLSA). В 70-е годы фонды библиотеки были почти удвоены. Управление библиотечного обслуживания Гамбии было учреждено в 2009 году законом парламента, который наделил библиотеку большими полномочиями и автономией. Book Aid International является зарубежным партнёром библиотеки, в сотрудничестве с которым библиотека пожертвовала книги медицинскому отделению университета Гамбии. Библиотека приобретает все свои коллекции за счёт пожертвований, подарков, покупок, государственных учреждений и опросов.
По данным Организации Объединённых Наций, по состоянию на 2013 год, по оценкам, 41 % взрослых Граждан Гамбии являются грамотными.

## Обслуживание
По состоянию на 2016 год библиотека располагала коллекцией из 115 500 книг и 85 периодических изданий. Библиотека расположена в переулке Редж пай в столице Гамбии, Банжуле. В библиотеке есть помещения для ксерокопирования, школьные услуги, а также услуги ISBN и доступ к публикациям ЮНЕСКО.